# Colette Henri-Ardel
Colette Henri-Ardel, pseudonyme de Marie-Alice Abraham, née le 10 mai 1877 à Paris (8e arrondissement), et morte le 26 novembre 1956 à Paris (17e arrondissement), est une auteure de romans sentimentaux. 
Elle est la sœur de Henri Ardel, pseudonyme de Berthe Abraham, elle-même écrivaine, et elle prit après la mort de sa sœur le pseudonyme de Colette Henri-Ardel. Épouse de Georges Le Cordier, elle est la mère de Mgr Jacques Le Cordier.

## Œuvres
- Le Masque (nouvelle) in La petite Moune de Henri Ardel, A. Fayard et Cie, 1930
- La Dangereuse Bonté, Plon, 1939
- Pêcheuse d'âmes, Plon, 1941
- Enlisement, Tallandier, 1946
- Fée, Tallandier, 1946
- Confidences, Tallandier, 1947
- Joug, Tallandier, 1947
- Jeunesse, Tallandier, 1947
- La Petite Moune suivi de Le Masque, Tallandier, 1947
- Le Difficile Bonheur, Tallandier, 1949
- La Revanche du mort, Tallandier, 1950
- L'Autre Miracle, Plon, 1950
- Isa, Tallandier, 1951[4]
- Les Deux Visages de l'amour, in revue Ève, illustré par Santis, 1951[5]
- L'Impossible Amante, Éditions de la Revue moderne, 1952
- Crépuscule tendre, Tallandier, 1952
- L'Envol, Tallandier, 1953
- L’Imprévisible, Tallandier, 1954
- Mon héros, Éditions de la Revue moderne, 1956.

## Réception critique
« Aussi édifiant, mais moins réussi est Pêcheuse d'âmes, de Mme Colette Henri-Ardel. Ici la critique littéraire proprement dite est désarmée. Disons seulement qu'on regrette que les « clichés », les conventions de toutes sortes, portraits des personnages où les cheveux sont immanquablement ondés, les yeux câlins, l'élégance bien coupée, où les messieurs baisent la main même aux jeunes filles, où l'on saute dans un compartiment qu'il nous importe de savoir être de première classe, etc, on regrette que les conventions, dis-je, faussent la noblesse d'une aventure certainement vécue. » Luc Estang, « Trois romans », La Croix, 17 aout 1941, à propos de Pêcheuse d'âmes lire en ligne sur Gallica